# Гранітне (Криворізький район)
Грані́тне — селище в Україні, у Грушівській сільській громаді Криворізького району Дніпропетровської області. Населення — 572 осіб.

## Географія
Селище Гранітне розташоване на правому березі річки Базавлук. На півдні межує з селом Грушівка, на сході — з селищем Перевізькі Хутори, що входить до складу міста Покров, на півночі — з селом Усть-Кам'янка. Через село пролягає залізниця, зупинний пункт Платформа 71 км. Біля села знаходиться гранітний кар'єр.

## Населення
За переписом УРСР 1989 року чисельність наявного населення селища становила 802 особи, з яких 390 чоловіків та 412 жінок.
За переписом населення України 2001 року в селищі мешкало 569 осіб.

### Мова
Розподіл населення за рідною мовою за даними перепису 2001 року:
| Мова       | Відсоток |
| ---------- | -------- |
| українська | 87,24 %  |
| російська  | 11,89 %  |
| білоруська | 0,17 %   |
| інші       | 0,70 %   |

## Економіка
- Підстепнянський гранітний кар'єр.
- Підстепнянський завод будматеріалів, ВАТ.

## Сьогодення
Наразі в селищі не працює жодне підприємство. Більшість будівель дво- та триповерхові споруди. Каналізація вирізана на металобрухт, водогін відсутній. Вода привозна.

## Об'єкт соціальної сфери

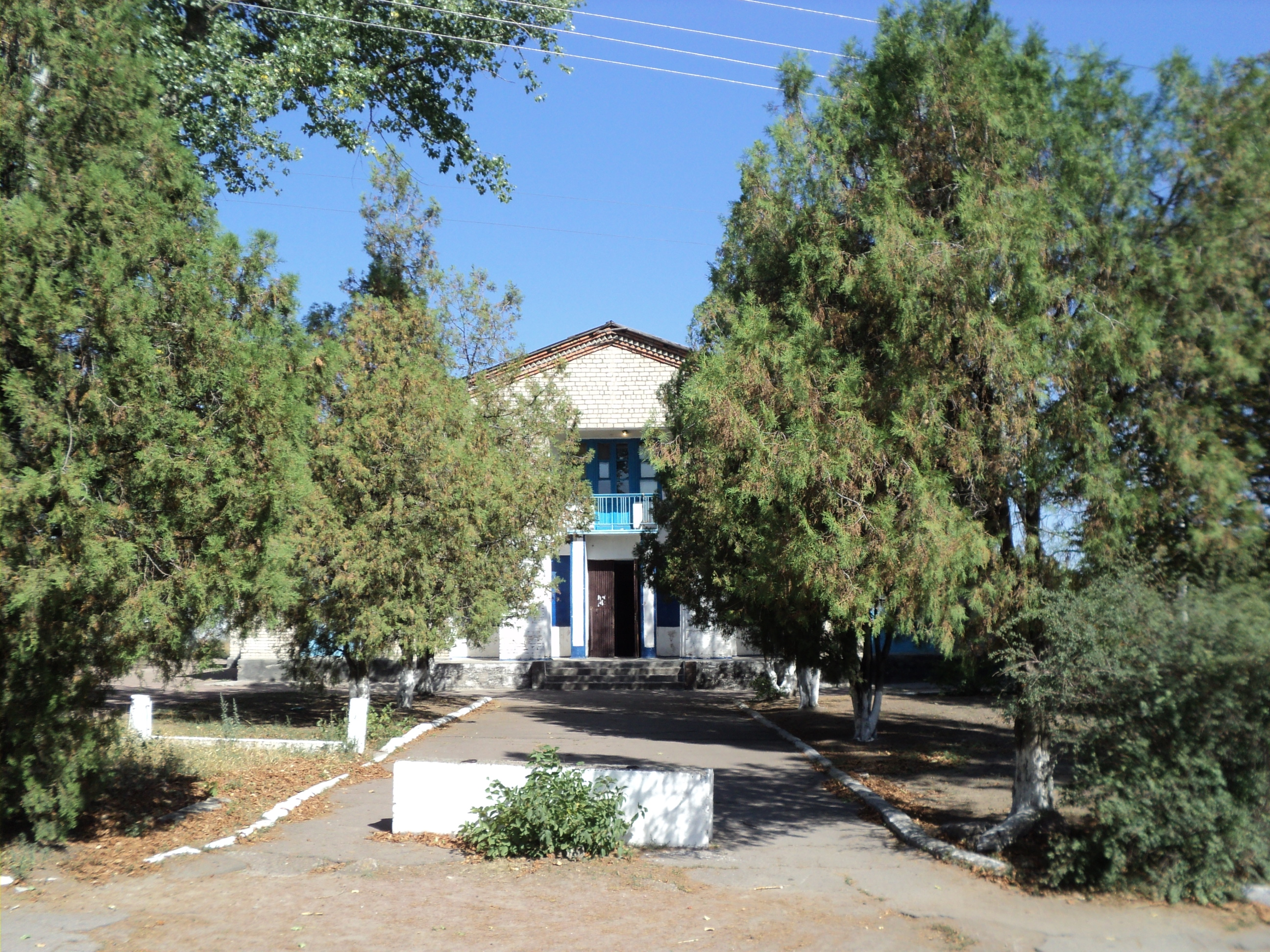
Клуб селища

- Клуб

## Транспорт
Через селище курсують приміські електропоїзди у Криворізькому та  Нікопольському напрямках. За 500 метрів від селища розташований залізничний міст через Базавлук.

## Релігія
В селищі знаходиться Храм Святого великомученика і цілителя Пантелеймона (вул. Центральна, 3-А).

## Галерея

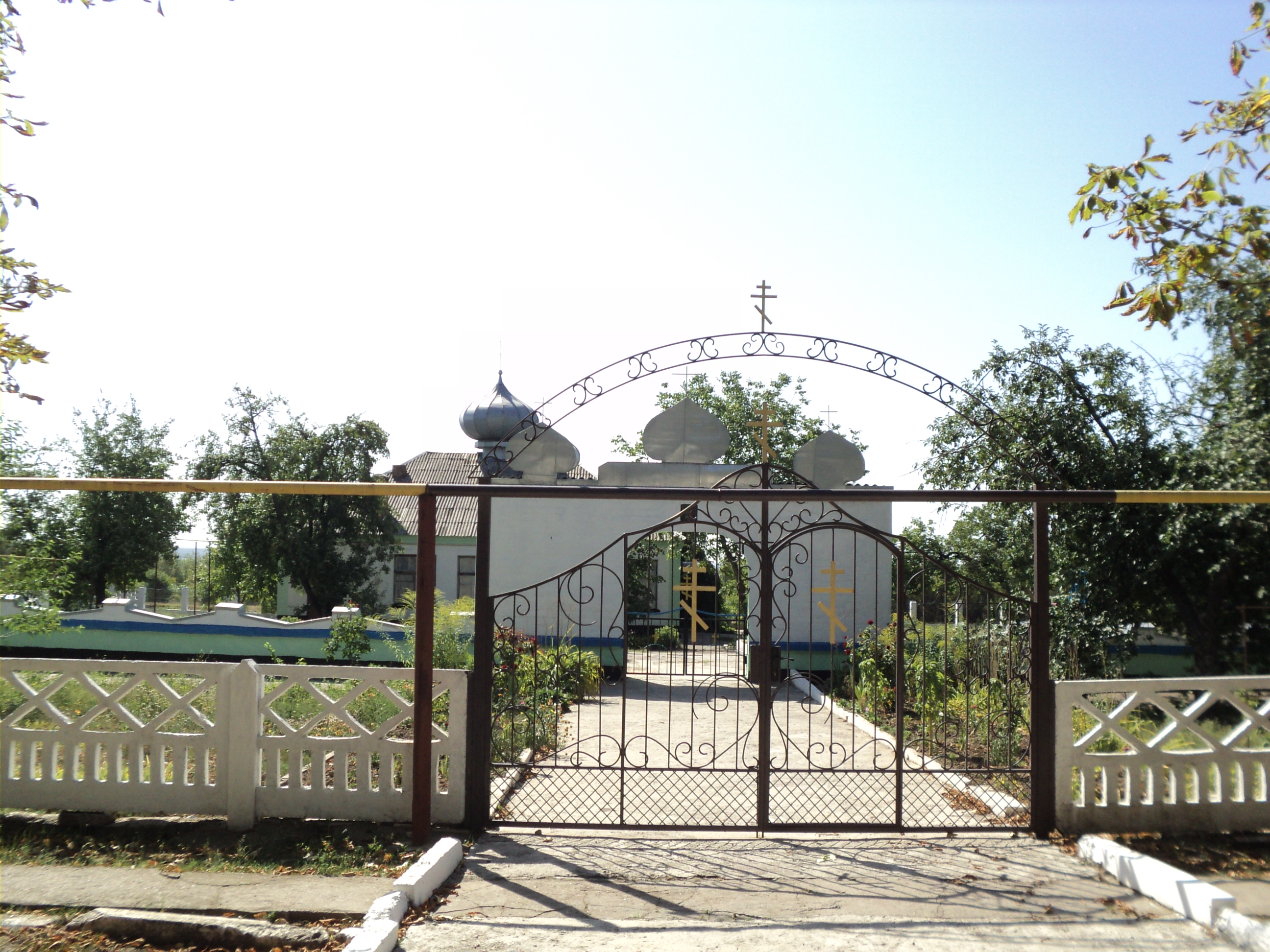
Храм Святого великомученика Пантелеймона
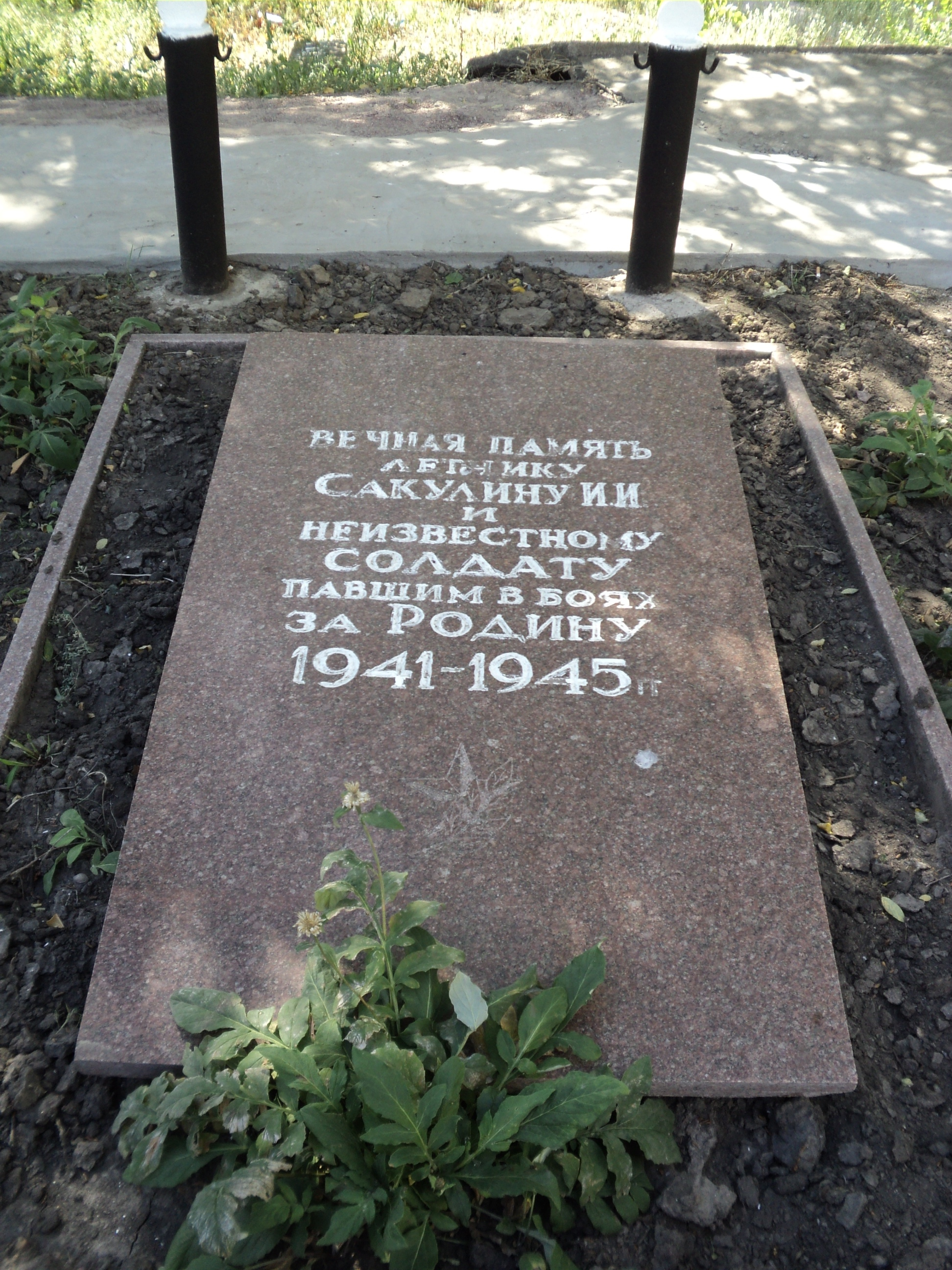
Могила І. Сакуліна
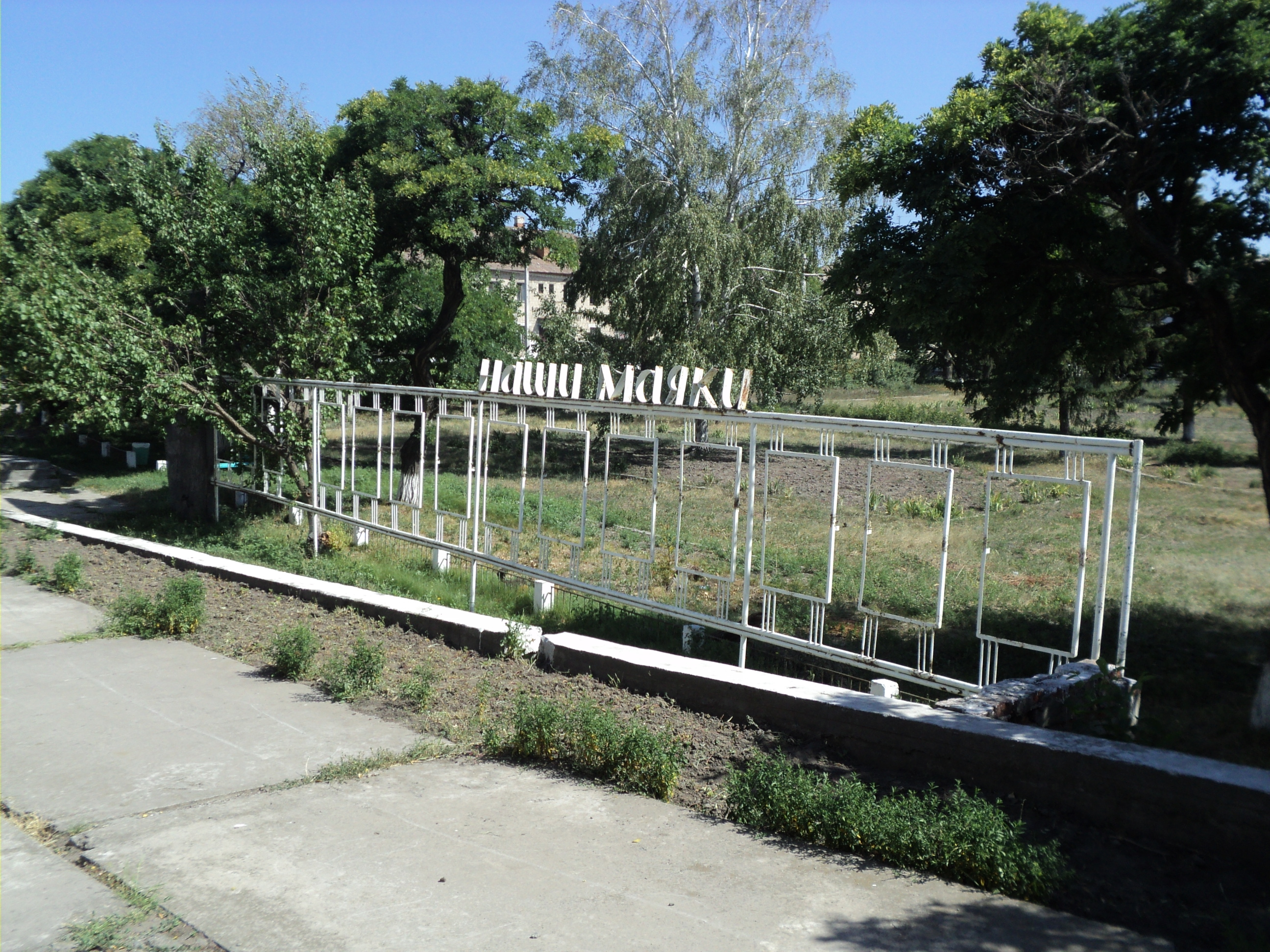
Дошка пошани
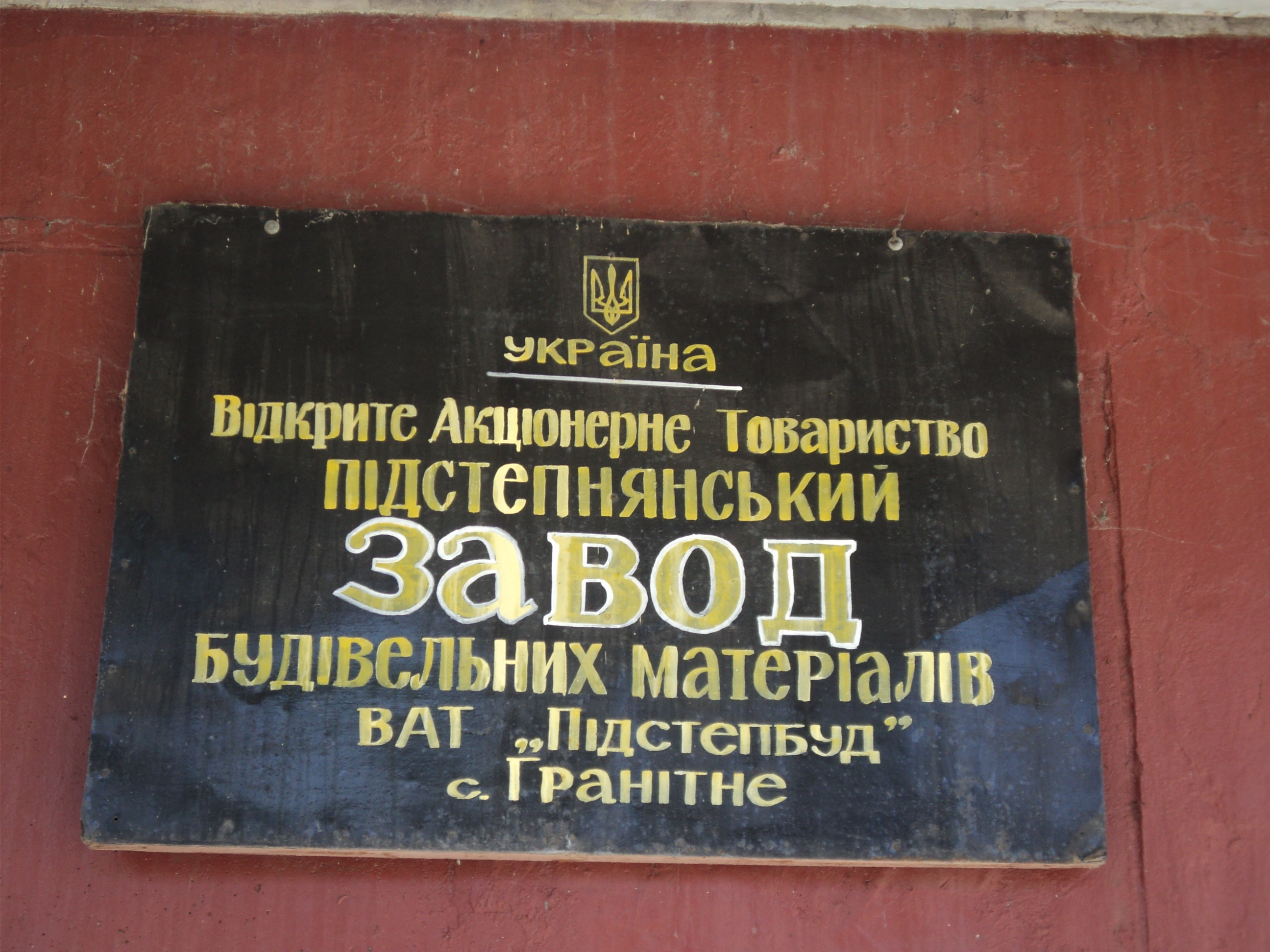
ВАТ «Підстепнянський завод будівельних матеріалів»